# Grand Prix de la ville de Pérenchies
Il Grand Prix de la ville de Pérenchies (it. Gran Premio della città di Pérenchies) è una corsa in linea maschile di ciclismo su strada, che si disputa a Pérenchies, comune del dipartimento del Nord in Francia, ogni anno nel mese di luglio. Fa parte del circuito UCI Europe Tour, classe 1.2.

## Albo d'oro
Aggiornato all'edizione 2025.
| Anno    | Vincitore                             | Secondo                               | Terzo                                 |
| ------- | ------------------------------------- | ------------------------------------- | ------------------------------------- |
| 1993    | Jean-Michel Thilloy                   |                                       |                                       |
| 1994    | David Lefèvre                         |                                       |                                       |
| 1995    | Grégory Barbier                       |                                       |                                       |
| 1996    | Grégory Barbier                       |                                       |                                       |
| 1997    | Pascal Carlot                         |                                       |                                       |
| 1998-99 | non disputato                         | non disputato                         | non disputato                         |
| 2000    | Gordon McCauley                       |                                       |                                       |
| 2001    | Olivier Grammaire                     | Geert Van Crombruggen                 | Fabrice Paumier                       |
| 2002    | Geoffroy Lequatre                     | David McKenzie                        | Stéphane Pétilleau                    |
| 2003    | Marc Chamoine                         | Romain Mary                           | Nicolas Paris                         |
| 2004    | Leonardo Duque                        | Aziz Immouni                          | Peter Ronsse                          |
| 2005    | Aivaras Baranauskas                   | Michael Blanchy                       | Sven Nys                              |
| 2006    | Tony Cavet                            | Fabrice Debrabant                     | Anthony Jaunet                        |
| 2007    | Peter Ronsse                          | Jaŭhen Hutarovič                      | Hakan Nilsson                         |
| 2008    | Steven De Neef                        | Florian Guillou                       | Hakan Nilsson                         |
| 2009    | Robert Retschke                       | Jürgen François                       | Frank Dressler                        |
| 2010    | Arnaud Démare                         | Adrien Petit                          | Philip Nielsen                        |
| 2011    | Anthony Colin                         | Romain Delalot                        | Morgan Kneisky                        |
| 2012    | Rico Rogers                           | Morgan Kneisky                        | Alexander Meenhorst                   |
| 2013    | Melvin Ruillière                      | Pierre Drancourt                      | Jimmy Turgis                          |
| 2014    | Gaëtan Bille                          | Olivier Pardini                       | Janis Dakteris                        |
| 2015    | Dimitri Claeys                        | Joeri Calleeuw                        | Stan Godrie                           |
| 2016    | Timothy Dupont                        | Rudy Barbier                          | Julien Van Haverbeke                  |
| 2017    | Roy Jans                              | Cameron Bayly                         | Bram Welten                           |
| 2018    | Kenny Dehaes                          | Emiel Vermuelen                       | Roman Feillu                          |
| 2019    | Jens Reynders                         | Jason Tesson                          | Robin Stenuit                         |
| 2020    | annullata per la Pandemia di COVID-19 | annullata per la Pandemia di COVID-19 | annullata per la Pandemia di COVID-19 |
| 2021    | Emiel Vermeulen                       | Simon Daniels                         | Damien Ridel                          |
| 2022    | Laurence Pithie                       | Rait Ärm                              | Morné Van Niekerk                     |
| 2023    | Rait Ärm                              | Morné Van Niekerk                     | Dylan Vandenstorme                    |
| 2024    | Théo Delacroix                        | Steffen De Schuyteneer                | Maxime Jarnet                         |
| 2025    | Toon Vandebosch                       | Keije Solen                           | Rait Ärm                              |